# Барсуков, Александр Яковлевич (генерал)
Александр Яковлевич Барсуков (25 апреля 1924 — 20 июля 2006) — генерал-майор (1978), участник Великой Отечественной войны, Герой Советского Союза (1945), кандидат биологических наук.

## Биография
Александр Барсуков родился 25 апреля 1924 года в селе Вторая Украинка ныне Сакмарского района Оренбургской области в крестьянской семье. После окончания средней школы работал в колхозе. В 1942 году был призван на службу в Рабоче-крестьянскую Красную Армию. В том же году окончил ускоренный курс Краснохолмского военного пехотного училища. С декабря 1942 года — на фронтах Великой Отечественной войны. В 1945 году вступил в ВКП(б).
К апрелю 1945 года гвардии лейтенант Барсуков командовал мотоциклетной ротой 8-го отдельного гвардейского мотоциклетного батальона, 8-го гвардейского мехкорпуса, 1-й гвардейской танковой армии, 1-го Белорусского фронта. Отличился во время Берлинской операции.
21 апреля 1945 года в составе передового отряда Барсуков прорвался через боевые порядки немецких войск и вышел в пригород Берлина Эркнер. Бойцы его роты захватили и разминировали железнодорожный мост через канал, соединявший озёра Демериц и Флакен. Заняв на мосту круговую оборону, рота в течение двух часов отражала контратаки численно превосходивших немецких подразделений, что способствовало успешному продвижению к Берлину.
Указом Президиума Верховного Совета СССР от 31 мая 1945 года гвардии лейтенант Александр Барсуков был удостоен высокого звания Героя Советского Союза с вручением ордена Ленина и медали «Золотая Звезда».
После окончания войны Барсуков продолжил службу в рядах Советской Армии. В 1954 году окончил Военно-юридическую академию.
Служил в Научно-исследовательском институте санитарии Министерства обороны СССР в закрытом посёлке Загорск-6 (ныне город Сергиев Посад) Московской области: инструктором по пропаганде (1954—1957), старшим инструктором по организационно-партийной работе (1957—1961), заместителем начальника (1961—1977) и начальником (1977—1985) политотдела.
В 1985 году в звании генерал-майора Барсуков был уволен в запас. Проживал в Москве.
Умер 20 июля 2006 года. Похоронен на Троекуровском кладбище в Москве.
Был также награждён двумя орденами Красного Знамени, орденами Отечественной войны 1-й степени, Трудового Красного Знамени, Красной Звезды, а также рядом медалей.
В декабре 2020 года имя Александра Барсукова присвоено переулку на территории военного городка Сергиев Посад-6.